# 실험고고학
실험고고학(Experimental archaeology)은 고고학의 연구를 위해 실험을 해서 가설을 검증하거나, 실제로 건축물이나 도구를 만들어내는 학문 분야이다.

## 같이 보기
- 게델롱성
- 다마스쿠스 강
- 역공학
  - 고고야금학